# Teleoeten
De Teleoeten (Russisch: Телеуты) zijn een Turks volk dat voornamelijk in de Russische oblast  Kemerovo woont en nauw verwant is aan het Altaj-volk. Bij de volkstelling van 2002 werden 2650 Teleoeten geteld en bij de volkstelling van 2010 waren dit er 2643. Van oudsher waren de Teleoeten veefokkers en hadden de smederij al ver ontwikkeld. Ze beoefenden een  sjamanistische religie, die een zekere renaissance beleefde na de val van de Sovjet-Unie. Desalniettemin zijn de meeste Teleoeten in de 20ste eeuw overgeschakeld naar de Russisch-Orthodoxe Kerk.
Het grondgebied van de Teleoeten wordt zwaar beschadigd door  mijnactiviteiten, aangezien hun nederzettingen meestal worden omringd door dagbouwmijnen. Hun taal en hun overleving als een aparte etnische groep wordt als bedreigd beschouwd.
Volgens de Russische volkstelling (2010) spraken 975 van de 2.643 Teleoeten het Teleoets als moedertaal, terwijl de rest het Russisch sprak.
Abazijnen ·
Abchaziërs ·
Achvachen ·
Adygeeërs ·
Aino ·
Aleoeten ·
Aljoetoren ·
Altaj (Oirot) ·
Andi ·
Armeniërs ·
Avaren ·
Azerbeidzjanen·
Balkaren ·
Baraba ·
Basjkieren ·
Bergjoden ·
Boerjaten ·
Chakassen ·
Chanten ·
Chinezen ·
Dargienen ·
Dolganen ·
Enetsen ·
Evenen ·
Evenken ·
Georgiërs ·
Grieken ·
Ingoesjen ·
Ingriërs ·
Itelmenen ·
Jakoeten ·
Joden ·
Joekagieren ·
Joepiken ·
Kabardijnen ·
Kalmukken ·
Kamtsjadalen ·
Karatsjajers ·
Kareliërs ·
Kazachen ·
Kereken ·
Ketten ·
Komi ·
Koreanen ·
Korjaken ·
Korjo-saram ·
Krim-Tataren ·
Lezgiërs ·
Mansen ·
Mari (Tsjeremissen) ·
Meschetische Turken ·
Mordwienen ·
Nanai ·
Negidalen ·
Nenetsen (Joeraken) ·
Nganasanen ·
Nivchen (Giljaken) ·
Nogai ·
Oedegen ·
Oedmoerten ·
Oekraïners ·
Oeltsjen ·
Oezbeken ·
Oroken ·
Orotsjen ·
Osseten ·
Polen ·
Pomoren ·
Rusland-Duitsers (inclusief Wolga-Duitsers) ·
Russen ·
Samen (Lappen) ·
Selkoepen ·
Sjoren ·
Sojoten ·
Tabassaranen ·
Perzen (Tadzjieken) ·
Taten ·
Teleoeten ·
Tofalaren ·
Tsachoeriërs (Caxur) ·
Tsjerkessen ·
Tsjetsjenen (Noxchi) ·
Tsjoektsjen ·
Tsjoelymen ·
Tsjoevanen ·
Tsjoevasjen ·
Turkmenen ·
Toevanen ·
Wepsen ·
Belarussen (Wit-Russen) ·
Wolga-Tataren ·
Woten